# Corydalis tenerrima
Corydalis tenerrima är en vallmoväxtart som beskrevs av Cheng Yih Wu. Corydalis tenerrima ingår i släktet nunneörter, och familjen vallmoväxter. Inga underarter finns listade i Catalogue of Life.